# Посидип Касандрийски
 Тази статия е за поета от Касандрия.  За поета от Пела вижте Посидип Пелски.  
Посидип, известен като Посидип от Касандрия (на старогръцки: Ποσείδιππος; на гръцки: Ποσείδιππος, Ποσείδιππος ο Κασσανδρεύς), е древномакедонски комедиен поет на Новата атическа комедия. Роден е в Касандрия в 316 година пр. Хр. и след това живее в Атина. Автор е на 40 пиеси, от които са запазени заглавията или фрагменти на 17. Неговите комедии често са имитирани от древноримски драматурзи. Смята се за доста вероятно творбата на Плавт Menaechmi (Комедия от грешки) да е адаптация на комедия от Посидип. Той е един от най-обичаните комедийни поети на своето време.